# Villa de Álvarez
Villa de Álvarez – miasto położone w centrum meksykańskiego stanu Colima. Jest także siedzibą gminy o tej samej nazwie liczącej 100 121 mieszkańców. Miasto położene jest w bezpośrednim sąsiedztwie stolicy stanu – Colimy i z tego względu oba nazywa się miastami bliźniaczymi.